# Musique campirana mexicaine
 (juillet 2024).
Genres associés
Musique régionale mexicaine, norteño, sierreño
La musique campirana mexicaine, le plus souvent appelée campirano, est un genre musical ayant émergé au Nord du Mexique, qui est un sous-genre de la musique norteña. La définition du genre est longtemps restée vague, et il est souvent confondu, dans la presse ou dans les discours des musiciens avec la « musique sierreña  » (ou Sierreño). Il s'agit d'une tradition relativement récente dont le répertoire 'traditionnel' s'appuie sur quelques artistes emblématiques, prolifiques et dont certains sont toujours en activité.
La musique campirana se distingue de la musique sierreña  par le fait qu'elle fait porter la mélodie par la guitare à douze cordes, et n'utilise pas l'accordéon à l'opposé des autres sous genres de la Norteño. La guitare à 12 cordes a été introduite dans la musique campirana mexicaine par le guitariste Miguel Montoya dont l'inlassable activité a fini, et en grande partie à son insu, par créer un style de guitare qui joue un peu le même rôle, dans la musique régionale mexicaine que celui du bluegrass vis-à-vis de la musique country américaine.

## Instruments

### Configuration de base

Instruments d'un groupe de musique campirana mexicaine

Les groupes de Musique campirana mexicaine dont l'effectif est minimal comportent trois instruments : une guitare à douze cordes pour les solos (requintos), une guitare à six cordes pour la rythmique, et une guitare basse pour les basses. Les guitares peuvent être soit acoustiques, soit électro-acoustiques, en fonction des lieux et des circonstances.

### Configuration avancée
Une configuration plus avancée d'un groupe de Musique campirana comprend au moins une batterie.

### Variantes
En fonction des moyens et des goûts, il arrive que certains groupes remplacent temporairement la basse électrique par un tololoche. Une autre variante consiste à la remplacer par un soubassophone qui est généralement appelé improprement tuba. Certains groupes de musique campirana se produisent parfois avec une banda au grand complet. La différence entre musique campirana et musique sierreña, qui réside seulement dans la présence ou non d'un accordéon, permet seulement de caractériser les petites formations. Les groupes qui gèrent une trajectoire commerciale pratiquent plusieurs styles en fonction des concerts, des demandes des promoteurs, et parfois des péripéties de l'histoire des groupes. Des formations polyvalentes et flexibles comme celle de Carín León ou de Virlán García pratiquent parfois tous les styles de musique norteña, au cours d'un même concert, en fonction de choix artistiques, ou tout simplement afin de permettre à certains musiciens de prendre une pause.

### Requintooudocerola
Requinto et docerola sont deux des noms usuels de la guitare à douze cordes au Mexique. Le nom de requinto provient d'un autre instrument, le requinto mexicain qui avait été créé pour le guitariste soliste du trio de boléro Los Panchos. Le requinto originel est une guitare dont le manche a été privé des quatre frettes les plus proches.

## Groupes et artistes
- Emblématiques : Miguel y Miguel, Los Migueles de Miguel Montoya, Ariel y Ariel., Los Padrinos de la Sierra de José Luis Venegas, Los Plebes del Rancho de Ariel Camacho.

- Vedettes confirmées[Par qui ?][réf. nécessaire] : Alta Consigna, Arturo Coronel y El Buen Estilo, Carín León, Julián Mercado, Joss Favela, Los Bisnietos, Los Bohemios de Sinaloa, Los Cuates de Sinaloa, Los Hijos De Barrón, Los Nietos, Los Parientes de Sinaloa, Los Plebes del Rancho, Virlán García.

- Vedettes ascendantes[Quand ?] : Contraste Sierreño, Grupo Invicto, Jorge Valenzuela., Los Diamantes de Sinaloa, Los Invenziblez, Los Plebes de la Cuadra., Los Tres amigos De Raleigh NC, T3r Elemento.